# Parc national Guatopo
Le parc national Guatopo (en espagnol, Parque nacional Guatopo) est un parc national situé à cheval sur les États de Miranda et de Guárico au Venezuela et créé le 28 mars 1958.

## Géographie

### Situation
Le parc national Guatopo est limité au nord par la cordillère de la Costa et la plaine de Barlovento, au sud par le Piedemonte llanero, à l'est par la serranía del Interior et à l'ouest par la même chaîne et les Valles del Tuy.

## Histoire
Ces terres étaient la propriété de Don Pedro de ponte Andrade Jaspe y montenegro, enregistrée dans les « Livres de terre » lettre C, achetées par don Diego Fenandez de la Mota et don Francisco Araujo de Figuero vendus par Maria, veuve de ce dernier et héritière du premier à Don Pedro en 1701. Ces terres seront expropriées le 21 mars 1961 par le gouvernement vénézuélien.

## Galerie

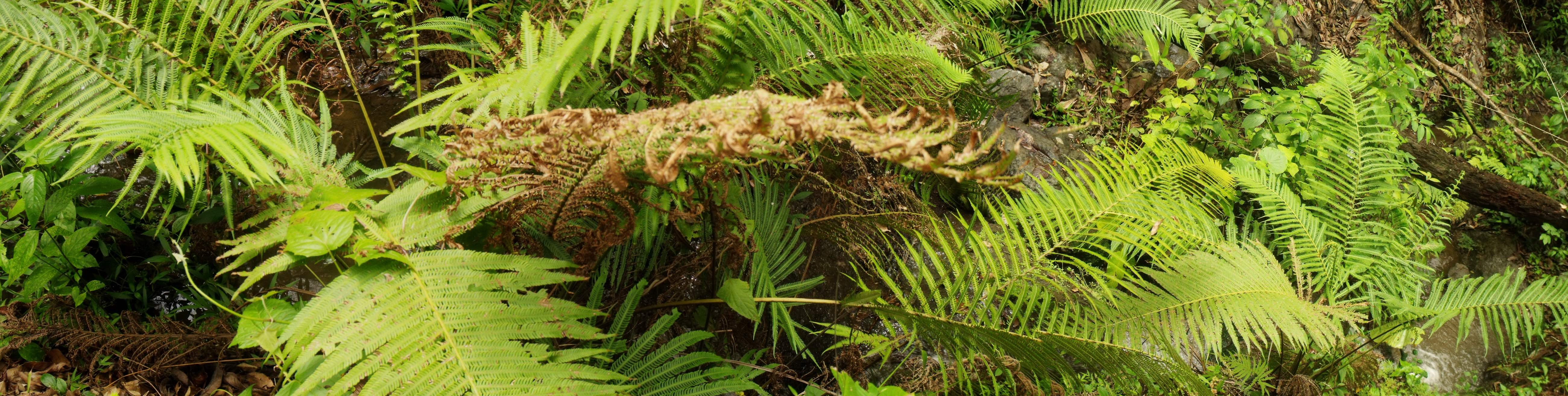
Un groupe de fougères
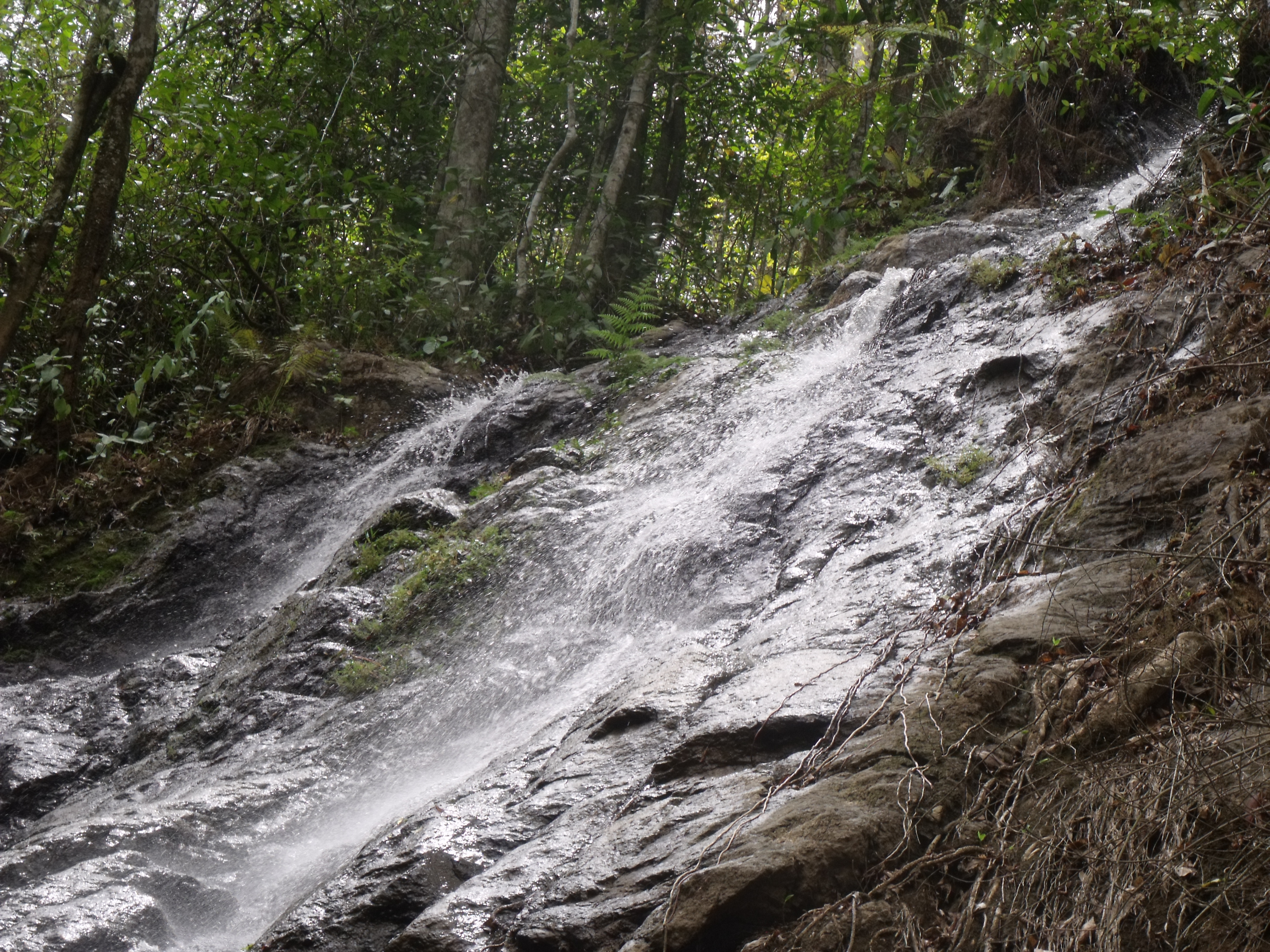
La chute San Pablo, à proximité d'Altagracia de Orituco
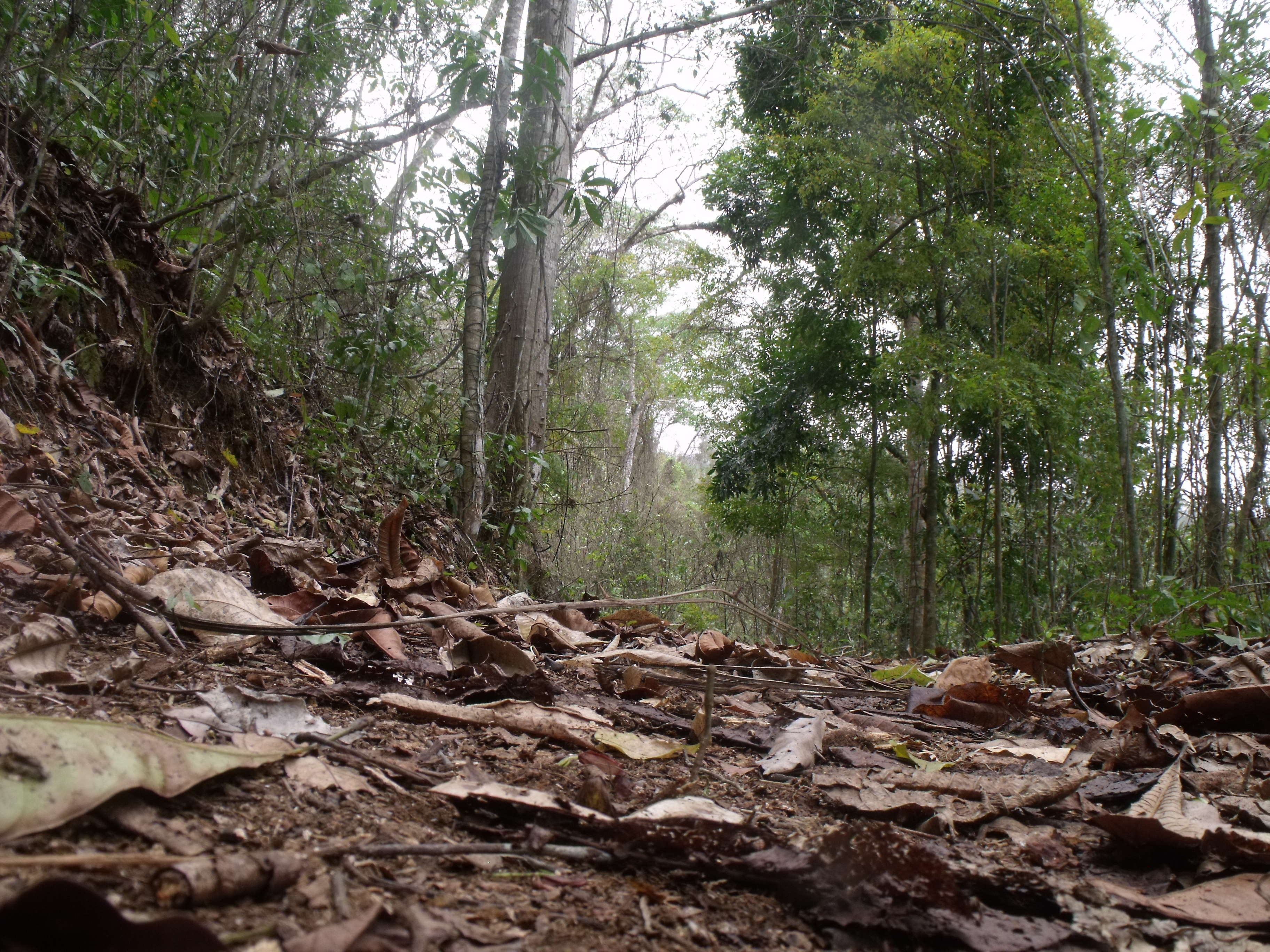
La chute des feuilles en hiver